# Bastilla angularis
Bastilla angularis là một loài bướm đêm thuộc họ Erebidae. Chúng được tìm thấy ở Swaziland, Gabon, Cabo Verde, São Tomé, Réunion và Madagascar.
Ấu trùng ăn các loài Phyllanthus.